# Yungay (tỉnh)
Tỉnh Yungay (tiếng Tây Ban Nha: Provincia de Yungay) là một tỉnh thuộc vùng Ancash của Peru. Tỉnh Yungay có diện tích 1361 km², dân số thời điểm theo điều tra dân số ngày 11 tháng 7 năm 1993 là 50188 người. Tỉnh lỵ đóng ở Yungay.